# 월터페르헤이엔쥐
월터페르헤이엔쥐(Hylomyscus walterverheyeni)는 쥐과에 속하는 설치류의 일종이다. 중앙아프리카 저지대 숲과 산악 지대 숲에서 발견된다.

## 특징
2008년에 처음 기술되었으며, 학명과 일반명은 아프리카숲쥐속을 처음 연구했던 월터 페르헤이엔(Walter Verheyen)의 이름을 따서 지었다. 월터페르헤이엔쥐는 부드럽고 섬세한 털을 갖고 있으며, 등은 불그스레한 갈색을 띠고 하체는 의끄무레한 회색이다. 새끼는 거무스레한 갈색이다. 머리부터 몸까지 길이는 평균 86mm이고, 꼬리 길이는 129mm이다. 몸무게는 11~29g이다.
형태학적으로 근연종 스텔라숲쥐와 아주 유사하다. DNA 분석과 두개골, 치아 형태를 통해 구별할 수 있다.

## 분포
콩고와 가봉, 중앙아프리카공화국, 카메룬 남동부와 서부의 해발 최대 2000m 숲에서 발견된다.

## 먹이
먹이는 곤충과 과일, 씨앗으로 이루어져 있다. 장소와 일년 중 시기에 따라 먹이를 구할 수 있는 정도가 달라진다.